# Ernst Svedelius

Ernst Svedelius i Judinnan på Kungliga teatern 1906.

Ernst Henrik Svedelius, född den 27 juli 1872 i Köpenhamn, död den 20 oktober 1945 i Stockholm, var en svensk operasångare (bas).
Svedelius studerade sång för bland andra Axel Rundberg och Arturo Marescalchi. Han var kyrko- och operasångare i Förenta staterna i sju år och återvände till Sverige som solist för den första svensk-amerikanska sångkören 1897. Svedelius bedrev fortsatta studier i sång för Oscar Lejdström vid musikkonservatoriet. Han debuterade vid Kungliga teatern 1900, där han, efter anställning hos Albert Ranft 1901–1904, hade engagemang 1905–1928. Svedelius blev hederspresident i svensk-amerikanska veteransångarförbundet i Chicago 1921. Bland hans roller märks Gurnemanz i Parsifal, Marcel i Hugenotterna, Rocco i Fidelio, Hagen, Hunding och Fafner i Nibelungentetralogin, Lothario i Mignon, Falstaff i Muntra fruarna i Windsor, kardinal Brogni i Judinnan, kung Henrik i Lohengrin, Daland  i Den flygande holländaren, Sulpice i Regementets dotter, Pogner i Mästersångarna i Nürnberg och Sarastro i Trollflöjten.